# Cid Corman
Cid Corman, eigentlich Sidney Corman (* 29. Juni 1924 in Boston, Massachusetts; † 12. März 2004 in Kyōto, Japan) war ein US-amerikanischer  Dichter und Essayist mit ukrainischen Wurzeln.

## Leben
Corman stammte aus einfachen Verhältnissen. Seine Eltern und Großeltern waren um die Jahrhundertwende aus der Ukraine eingewandert und hatten sich erst in New York, später dann in Boston niedergelassen; wo er nach eigenen Angaben in einem Arbeiterviertel geboren wurde und aufwuchs.
Nach seinem Abschluss an der Boston Latin School wechselte Corman 1941 an die Tufts University, wo er bei Veranstaltungen von Phi Beta Kappa, einer der Honor Societies, erstmals einige seiner Gedichte vortragen konnte.
Nach Kriegsende schrieb sich Corman an der University of Michigan ein, wechselte aber bald schon an die University of North Carolina at Chapel Hill. Auch hier brach er bereits nach kurzer Zeit seinen Aufenthalt ab und unternahm eine längere Reise, die ihn kreuz und quer durch die Vereinigten Staaten führte. Im Sommer 1948 kehrte er in seine Heimatstadt zurück.
Dort konnte Corman einige seiner Gedichte im Feuilleton regionaler Zeitungen veröffentlichen. Als 1952 ein örtlicher Radiosender die wöchentliche Sendung „This is Poetry“ ins Leben rief, engagierte man Corman, der nun jeden Samstagabend für 15 Minuten moderne Lyriker wie z. B. Robert Creeley und Theodore Roethke vorstellte. Aber er brachte auch kurze Lesungen, wie Moby-Dick von Herman Melville oder Leaves of Grass von Walt Whitman. Während dieser Zeit beim Radio kürzte er seinen Vornamen von Sidney auf Cid.
1954 wurde Corman in das Fulbright-Programm aufgenommen und konnte mit einem Stipendium nach Paris gehen, um an der dortigen Universität zu studieren. Später ging er nach Italien, um an einer Schule in Matera Englisch zu unterrichten. Parallel begann er während dieser Zeit, die Gedichte von Paul Celan ins Englische zu übersetzen.
Vier Jahre später wurde Corman, wiederum über das Fulbright-Programm, für zwei Jahre mit einem Lehrauftrag für Englische Sprache an eine Schule nach Kyōto geschickt. 1960 kehrte er nach Boston zurück, konnte aber weder als Dozent noch in anderen Berufen richtig Fuß fassen. 1962 kehrte er nach Japan zurück und heiratete bald darauf die Nachrichtensprecherin Konishi Shizumi. Neben seiner eigenen Lyrik begann er nun auch japanische Lyrik zu übersetzen und nachzudichten, z. B. von Matsuo Bashō und Kusano Shinpei.
1980 ließ sich Corman zusammen mit seiner Ehefrau Shizumi Corman in Boston nieder, um dort einige Geschäftsideen zu verwirklichen. Da sich nach zwei Jahren kein Erfolg einstellen wollte, gingen die beiden 1982 zurück nach Japan. Dort blieb er bis an sein Lebensende, nur unterbrochen von einem Besuch 2003 in Wisconsin. Dort wurde in Milwaukee und Fort Atkinson zu Ehren seiner Kollegin, der Lyrikerin Lorine Niedecker, deren 100. Geburtstag gefeiert.
Ab Januar 2004 wurde Corman in einem Krankenhaus von Kyōto wegen einer Herz-Kreislauf-Erkrankung behandelt. Am 12. März 2004 starb er dort an Herzversagen.

## Werke (Auswahl)
- Word for Word: Essays on the Arts of Language. Vol. 1. Santa Barbara: Black Sparrow Press, 1977.
- Nothing/Doing. Selected Poems. 2000. (New Directions Paperbook). ISBN 978-0-81121425-4